# Isaiah Katumwa
Isaiah Katumwa é um musicista e saxofonista de Jazz ugandense. Ele apresenta um programa de televisão semanal na Urban Television (emissora popular em Uganda), chamada "Jazz with Isaiah". Ele é conhecido por tornar muitas pessoas ugandenses em entusiastas do jazz. Este saxofonista autodidata já compartilhou palco com diversos ícones globais como Jonathan Butler, Hugh Masekela, Jimmy Dludlu e Seweto Kinchy, a inovação dele tem inspirado e sensibilizado muitos da música jazz.

## Discografia
- 2001: Will Worship you
- 2002: Saxo Hymns
- 2003: We 3 kings
- 2004: Sax worship
- 2005: Celebrate Africa
- 2006: Sinza
- 2007: Coming Home
- 2009: Another Step
- 2010: Sinza Too
- 2011: African Smoothy